# Quds News Network
Das Quds News Network (arabisch شبكة قدس الإخبارية, QNN) ist ein 2011 gegründetes palästinensisches Online-Medium, das mit freiwilligen Korrespondenten in ganz Palästina zusammenarbeitet. Verbreitet werden die Inhalte über eine eigene Website und über Social-Media-Dienste wie Facebook und Telegram.
Das Quds News Network gibt an, unabhängig zu arbeiten und sich ausschließlich durch Werbung zu finanzieren. Die Zielsetzung sei, die Handlungen der israelischen Besatzer zu dokumentieren. Dennoch wird es immer wieder mit militanten Gruppen wie der Hamas in Verbindung gebracht.

## Geschichte
Das Netzwerk erlangte durch eine schnelle Videoberichterstattung zur Eskalation des israelisch-palästinensischen Konflikts im Jahr 2015 eine große Zuschauerschaft in den sozialen Medien. Zu diesem Zeitpunkt berichtete der Christian Science Monitor, dass das QNN von zwölf freiberuflichen Korrespondenten und 60 freiwilligen Lokalreportern betrieben wird und insbesondere junge Palästinenser anspricht. QNN hatte damals rund 3,8 Millionen Follower auf Facebook und damit eine vergleichbare Reichweite wie Al Jazeera.
Nachdem im gleichen Jahr Vorwürfe laut wurden, die palästinensischen Online-Medien trügen dazu bei, eine Spirale der Gewalt anzutreiben, entgegnete ein Vertreter des Netzwerks, diese zeigten nur die israelische Gewalt, die Besatzung und die palästinensische Frustration; spiegelten also die Realität wider und erzeugten sie nicht. Das QNN erklärt, finanziell und inhaltlich unabhängig zu sein, steht aber in dem Ruf, mit der militanten palästinensischen Gruppe Islamischer Dschihad in Verbindung zu stehen.
Das Quds News Network stand auf einer Liste von 59 Websites, die 2019 von der Palästinensischen Autonomiebehörde wegen vorgeworfener Störung der öffentlichen Ordnung gesperrt wurden. Kritiker bezeichneten diesen Schritt als Teil eines anhaltenden harten Vorgehens gegen die Opposition durch Online-Zensur. Die Maßnahme wurde weithin bekannt, nachdem Palästinenser in den sozialen Medien und auf der Straße gegen die Sperren protestiert hatten.
Twitter sperrte im November 2019 die Konten von QNN im Rahmen eines großangelegten Vorgehens gegen Konten, die mit militanten Gruppen wie Hamas oder Hisbollah in Verbindung stehen sollen. Im Januar 2021 schloss TikTok den mit der Begründung, dass dies mit den Inhalten des Kanals zusammenhänge. Meta sperrte die englische und arabische Seite des QNN nach dem Terrorangriff der Hamas auf Israel 2023.

## Erwähnenswerte Journalisten
Der QNN-Journalist Yehya Al-Yaqoubi wurde von der Delegation der Europäischen Union im Libanon und der Samir-Kassir-Stiftung mit dem Samir-Kassir-Preis für Pressefreiheit ausgezeichnet. Die Auszeichnung wurde in der Kategorie Meinungsartikel für Al-Yaqoubis Artikel über die Ermordung von Eyad al-Hallaq verliehen.
Die Direktorin des QNN, Sari Mansour, und der freiberufliche Fotograf Hassouneh Salim wurden am 18. November 2023 während des Kriegs in Gaza bei einem israelischen Luftangriff auf das Flüchtlingslager Bureidsch im Zentrum des Gazastreifens getötet. Die UNESCO verurteilte diesen Vorfall und forderte den Schutz von Medienschaffenden und eine unabhängige Untersuchung, um „die Umstände dieser Tragödie zu klären“.